# تپه شادمان ۵
تپه شادمان ۵ مربوط به دوران‌های تاریخی پس از اسلام است و در شهرستان بوئین‌زهرا، روستای شادمان واقع شده و این اثر در تاریخ ۱۰ مهر ۱۳۸۰ با شمارهٔ ثبت ۴۰۹۴ به‌عنوان یکی از آثار ملی ایران به ثبت رسیده است.